# 2,6-二氯苯甲腈
2,6-二氯苯甲腈（DCBN）是一种有机化合物，化学式为C6H3Cl2CN，是苯甲腈的2,6位的氢被氯取代得到的化合物。它是白色固体，可溶于有机溶剂，被广泛用于除草剂。它可以2,6-二氯苯甲醛或2,6-二氯苯甲酰胺为原料反应制得。